# Calathusa alopis
Calathusa alopis är en fjärilsart som beskrevs av Edward Meyrick 1902. Calathusa alopis ingår i släktet Calathusa och familjen trågspinnare. Inga underarter finns listade i Catalogue of Life.